# 何梅协定
《何梅协定》（日语：梅津・何応欽協定），就解决河北事件问题，1935年6月9日日本中国驻屯军司令官梅津美治郎向国民政府军事委员会北平分会代理委员长何应钦提出梅津致何应钦备忘录初案，6月11日又向何应钦提交备忘录（日文为）正式文本，备忘录内容构成对中国主权侵害。
1935年7月6日，国民政府军事委员会北平分会代理委员长何应钦在蒋介石授意下，未直接回复，而以普通信函派专人递送复函梅津美治郎，表示接受6月9日至11日梅津就华北问题提出的备忘录全部条件，并将“自主地按期执行”，因而双方没有正式的协定手续。日方因担心中方含糊回复而事后反悔，将整个事件通称《何梅协定》并公之与众。实际国民政府完全履行了“协议”（备忘录）中的全部条件。

## 經過
1935年5月，日本中国駐屯軍聲稱，國民政府殺害天津親日報刊《满洲晨报》社社长白逾桓、《国权报》社社长胡恩溥，又誣中國援助東北義勇軍進入《塘沽協定》中規定的非武裝區（實際上當時的東北義勇軍為獨立武裝），再次出兵南下。為避免事態擴大，國民政府派遣何應欽與日方梅津美治郎簽訂《何梅協定》，保證“取締全國一切反日團體及活動”。
协定遂行的结果，中国在河北省和察哈尔省的主权大部丧失，禁止中国人民进行抗日活动。
中華民國政府声称，何應欽並未正式簽字。
根据後來公布當時的国民政府的手令、文件原本。蒋指示何“觉书切不可以书面答复，應拒絕之”，然何受到日方壓力，遂以普通信函回复梅津接受。儘管「何梅協定」无正式的条约格式，何應欽以普通信函回复接受，且措辞模糊，但仍按协定了执行相关项目，避免日方反弹。在其后何以未正式与日方签约意图免除责任，而实为满足日方要求履行了协定内容。

## 内容
- 《梅津致何应钦备忘录》（1935年6月9日）

|  | 一、中国方面对于日本军承諾实行之事项如下： （一）于学忠及张廷谔一派之罢免； （二）蒋孝先、丁昌、曾扩情、何一飞等之罢免； （三）宪兵第三团之撤去； （四）軍事委員會北平分会政治訓練处及北平军事杂志社之解散； （五）日本方面所谓蓝衣社、复兴社等有害于中日两国邦交之秘密机关之取缔，并不容许其存在； （六）河北省内一切党部之撤退，励志社北平支部之撤废； （七）第五十一军撤退河北省外； （八）第二师、第二十五师撤退河北省外，第二十五师学生训练班之解散； （九）中国内全般排外排日之禁止。 二、关于以上诸项之实行，并承諾下记附带事项： （一）与日本方面约定之事项，须在约定之期限内完全实行，更有使中、日关系不良之人员及机关，勿使重新进入。 （二）任命省、市等职员时，希望容纳日本方面之希望，不選定使中、日关系或为不良之人物。 （三）关于约定事项之实施，日本方面采取监视及纠察之手段。 以上为备忘起见，特以笔记送达。此致 何应钦阁下： 昭和十年六月九日 华北驻屯军司令官 梅津美治郎 |

- 《何应钦复函》（1935年7月6日）

|  | 敬启者，6月9日酒井参谋长所提各事项均承诺之。并自主的期其遂行，特此通知。 此致 梅津司令官阁下 何应钦 中华民国二十四年七月六日 |